# Sexey-aux-Forges
Sexey-aux-Forges település Franciaországban, Meurthe-et-Moselle megyében. Lakosainak száma 724 fő (2022. január 1.). Sexey-aux-Forges Bicqueley, Chaligny, Gondreville, Maizières, Maron, Ochey, Pierre-la-Treiche, Pont-Saint-Vincent, Villey-le-Sec és Viterne községekkel határos.

## Népesség
A település népessége az elmúlt években az alábbi módon változott:
| Lakosok száma | 579  | 561  | 584  | 653  | 687  | 688  | 705  | 714  | 724  | 724  |
|               | 1968 | 1982 | 1990 | 2006 | 2013 | 2015 | 2017 | 2019 | 2020 | 2022 |